# (21276) Feller
(21276) Feller est un astéroïde de la ceinture principale.

## Description
(21276) Feller est un astéroïde de la ceinture principale. Il fut découvert le 8 octobre 1996 à Prescott (Arizona) par Paul G. Comba. Il présente une orbite caractérisée par un demi-grand axe de 2,29 UA, une excentricité de 0,14 et une inclinaison de 4,1° par rapport à l'écliptique.

## Compléments